# ゴンサロ・ケサダ
ゴンサロ・ケサダ（Gonzalo Quesada、1974年5月2日 - ）は、アルゼンチンのラグビー指導者。ラグビーユニオンのイタリア代表のヘッドコーチを務めている。

## プロフィール
- アルゼンチン・ブエノスアイレス出身[1]。
- 現役時代のポジションはスタンドオフ(SO)。
- 身長 177cm、体重 80kg
- アルゼンチン代表通算キャップ数は38でラグビーワールドカップ1999・ラグビーワールドカップ2003のアルゼンチン代表に選ばれて、1999年W杯では得点王となった[2]。

## 略歴
現役時代、スタッド・フランセ・ポー・RCトゥーロンなどでプレーしていた。
現役引退後、フランス代表・ハグアレスなどのコーチを歴任して、2020年、スタッド・フランセ・パリのヘッドコーチに就任。
ラグビーワールドカップ2023終了後、イタリア代表のヘッドコーチに就任。 